# Vallferosa
Vallferosa és una entitat de població del terme municipal de Torà (Solsonès), al qual a'hi va integrar l'any 1968 en format part de l'antic municipi de Llanera. L'any 1847 el terme de Vallferosa, entitat local històrica, havia estat incorporat al de Llanera.

## L'antic terme del lloc
El terme del lloc de Vallferosa, que comprèn l'antiga Vallis Frauosa i les costes de Santa Maria (per on passa la carretera a Torà), és la zona més agresta i àrida del municipi formada per masos disseminats: Piteu de Munt, ca l'Aranya, cal Pla, cal Jordi, mas Pallarès, Comabella, Socarrats (d'època medieval), Clavells (paradigma de mas post-remença), cal Cristòfol i Bellera. Cal Cristòfol ha estat transformada en casa-residència de pagès, coneguda amb el nom la Collita.

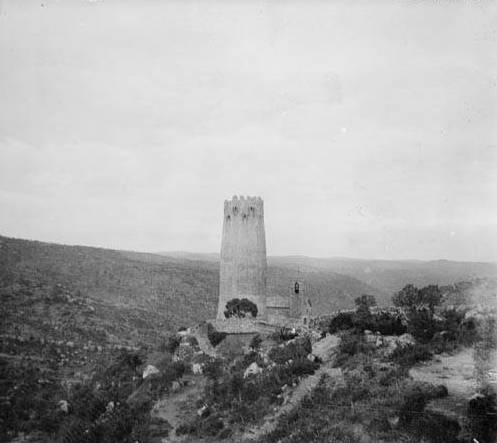
La torre de Vallferosa el 1912

De l'antic castell de Vallferosa, resta l'enorme torre mestra, rodona i emmerletada, d'uns 30–32 m alt (la més alta de Catalunya), molt ben conservada. Al costat hi ha l'antiga església parroquial de Sant Pere de Vallferosa, construïda de nou el 1698. El 1940 fou adoptada com a temple parroquial l'església de Santa Maria (o de sa Serra), situada al peu de la carretera de Solsona a Torà, que continua essent el centre de les poques cases habitades de Vallferosa i de la propera barriada de Puig-redon.
Celebra la Festa Major el diumenge després del 15 d'agost.

## Història
El domini eminent del castell de Vallferosa (esmentat ja el 1052) fou dels comtes d'Urgell i, més tard, del comtat, i després ducat, de Cardona, dins el qual posteriorment s'integrà a la batllia de Torà. En foren senyors feudataris Ramon de Camporrells (1166) i Ramon de Ribelles (1166), el qual la vengué a Bernat de Granyena (durant alguns anys la comanda templera de Granyena en rebé els fruits). Al segle xiv s'hi establí la nissaga dels Brull (es conserva un sarcòfag de Bernat del Brull al Museu Diocesà de Solsona). El 1603 la baronia de Vallferosa era de Josep de Ferrer Ferrera i, al segle xviii, de Cristòfol de Gironella, ciutadà honrat de Barcelona.
L'església fou cedida, el 1109, a Santa Maria de Solsona per Guerau Ponç i Ramon Rotllan, amb la seva muller Adalgarús, amb els delmes i serveis que havien de fer els homes. L'església i les seves terres continuaren en mans dels bisbes d'Urgell (després de Solsona). L'any 1698 els jesuïtes de Betlem de Barcelona feren alçar l'església barroca que actualment es troba en ruïnes.

## Etimologia
Coneguda, en els textos llatins medievals, com a Vallefrausa (1052) o Vallfraosa (fins al s. XIII-XIV), l'origen etimològic cal cercar-lo en el topònim que procedeix del nom comú frau (feréstec) adjectivat. Una segona hipòtesi el fa derivat d'afrau (congost).